# Ignacio Zaragoza

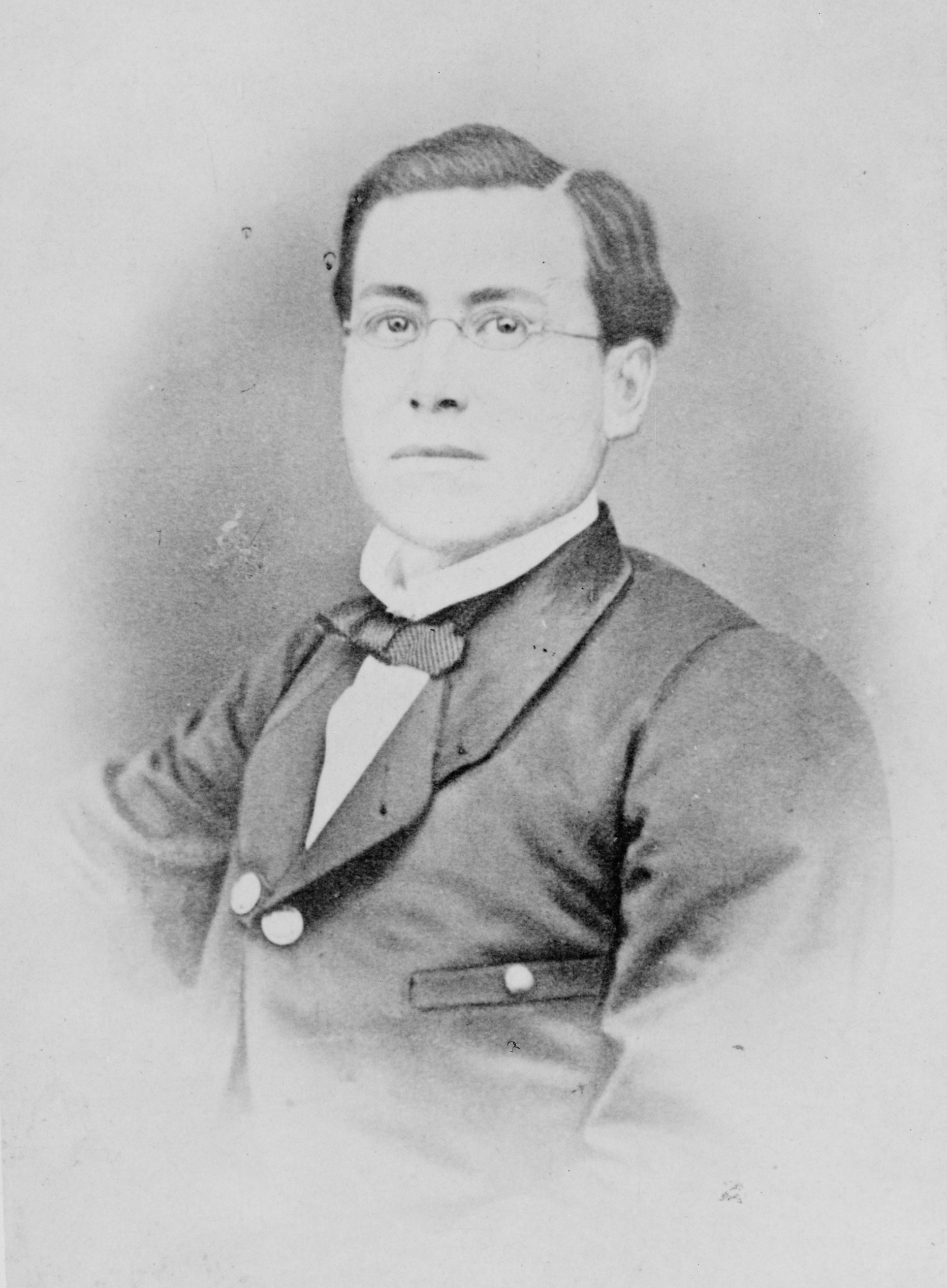
Ignacio Zaragoza

Ignacio Seguín Zaragoza  (* 24. März 1829; † 8. September 1862) war ein General der mexikanischen Armee, der durch seinen Sieg über die  französischen Interventionstruppen in der Schlacht bei Puebla am 5. Mai 1862 (dem Cinco de Mayo) berühmt wurde.
Zaragoza wurde in Presidio de la Bahía del Espíritu Santo im damaligen mexikanischen Bundesstaat Coahuila y Tejas geboren (heute Goliad, Texas). Seine Familie zog 1834 zunächst nach Matamoros und 1844 nach Monterrey um. Dort besuchte der junge Ignacio das Priesterseminar, welches er 1846 bereits wieder verließ. Als der Krieg mit den Vereinigten Staaten ausbrach, wollte er sich freiwillig zur mexikanischen Armee melden, wurde aber abgelehnt. Danach arbeitete er einige Zeit als Verkäufer von Handelswaren.

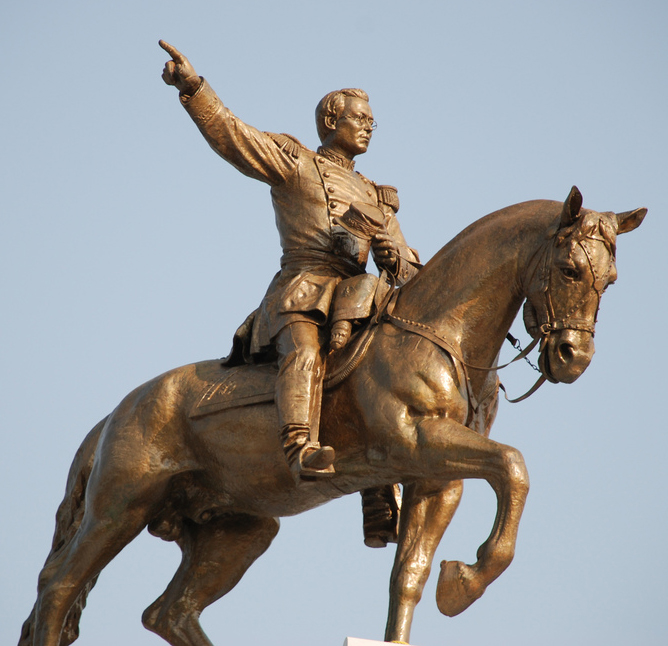
Jesús Fructuoso Contreras: Denkmal für Ignacio Zaragoza

Während des Aufstandes gegen Antonio López de Santa Anna schloss sich Zaragoza 1853 der Miliz von Nuevo León an und wurde bald zum Unteroffizier befördert. Als diese später in die reguläre Armee eingegliedert wurde, erhielt er den Rang eines Hauptmanns.
Er kämpfte für die Liberalen gegen die Truppen Santa Annas, unter anderem in den Gefechten von Saltillo und Monterrey.
Am 21. Januar 1857 musste sein Bruder bei seiner Hochzeit mit Rafaela Padilla als Stellvertreter fungieren, als Zaragoza auf einer wichtigen Mission für die Armee in San Luis Potosí war. Er und seine Frau hatten später vier Kinder, von denen drei noch im Kindesalter starben.
Während des Reformkrieges 1857–1861 kämpfte Zaragoza wieder in allen größeren Gefechten für die Liberalen unter der Führung von Benito Juárez, der besonderes Vertrauen zu ihm fasste.
So kam es, dass dieser nach dem gewonnenen Bürgerkrieg im April 1861 Zaragoza zum Kriegsminister ernannte. Doch schon im Oktober des gleichen Jahres legte Zaragoza sein neues Amt nieder, um den Oberbefehl über die Truppen im Osten zu übernehmen – die Französische Intervention in Mexiko kündigte sich an. Im Januar 1862 starb seine Frau.
Bereits kurze Zeit später musste Zaragoza sich auf seine Aufgabe konzentrieren, denn die Franzosen hatten ein Expeditionskorps gelandet. Er griff die Franzosen am 28. April bei Acultzingo an und wurde zurückgeschlagen. Zaragoza erkannte den strategischen Wert Pueblas als Sperrstellung auf dem Weg nach Mexiko-Stadt und ließ diese zur Verteidigung ausbauen; in der so vorbereiteten Stellung trotzte er den 6.000 Franzosen des Generals Lorencez mit nur 4.000 schlecht bewaffneten Männern in der Schlacht bei Puebla.
Nach der gewonnenen Schlacht setzte er Präsident Juárez mit einem Einzeiler von seinem Sieg in Kenntnis:
Las armas nacionales se han cubierto de gloria

(Sinngemäß: "Die Waffen der Nation haben sich mit Ruhm bedeckt")
Dieser Ausspruch wurde später so populär, dass er zusammen mit Zaragozas Porträt die mexikanische 500-Peso-Banknote zwischen 1995 und 2000 zierte.
Trotz der folgenden Niederlage gegen die Franzosen, die er mit seinen Truppen bis Orizaba verfolgt hatte und die seinen Angriff nun ihrerseits zurückschlugen, hob der Sieg bei Puebla die Moral der Mexikaner gewaltig.
Im August wurde er nach Mexiko-Stadt beordert, wo er in den Straßen als Held bejubelt wurde. Als er kurz darauf wieder zu seinen Truppen nach Puebla zurückkehrte, erkrankte er an Typhus, an dem er am 8. September, gerade 33-jährig, starb.
Benito Juárez war untröstlich über den Verlust des fähigen Generals und zuverlässigen Kampfgefährten; er ordnete ein Staatsbegräbnis an und machte den Cinco de Mayo, den Tag des Sieges bei Puebla, zum Nationalfeiertag. Die Stadt selbst wurde von "Puebla de los Angeles" zu "Puebla de Zaragoza" umbenannt.